# 2B弾
2B弾（にービーだん、ツービーだん、俗に「にービー」とも）とは、愛知県の花火業者稲徳花火の稲垣徳雄が開発し1966年（昭和41年）まで製造されていた花火（玩具花火）の一種。爆竹や癇癪玉のように爆発させて楽しむ。

## 概要
この花火は、基本的に男児が「いささか危なっかしい遊び」に使うことを主体としたもので、破裂させてその爆音を楽しんだり、何かを破裂させて遊んだりという使われ方をしていた。大きさは紙巻きたばこをやや細くした程度で、紙を固く巻いて筒とし、この中に破裂する火薬と点火・発煙用の燃焼薬が詰められていた。点火に際してはマッチ（赤燐マッチ）のようにマッチ箱のヤスリ部分で擦ることで点火でき、約10秒ほど白煙を噴いた後、破裂間際であることを示す黄色い煙が出て、その数秒ほど後に破裂する。
昭和30年代を代表する「男の子の遊びのアイテム」に挙がり、当時は昆虫や蛙などを吹っ飛ばしたなどという大人の常識で考えれば残酷極まりない行為ではあるものの当時自然に囲まれて育った田舎の子供なら興に乗ってしばしばやった行為のほか、点火して投げたり、身の回りのガラクタを利用して様々に遊んでいたという。しばしばチャンバラの延長にもあった戦争ごっこ（→ごっこ遊び）では、手榴弾の代わりとして銀玉鉄砲と共に利用された。
名前の由来には諸説あり、日本煙火芸術協会顧問の武藤輝彦は「煙と音を発する“TWO BREAK”より」と「発売当初2本で1円」という価格に由来する説を挙げている。

## 製造中止
ポケットに入れた2B弾が摩擦で発火するなどの事故が相次いだ。愛知県警察によれば、1963年（昭和38年）1月から1965年（昭和40年）2月までの間に76件の事故が発生、愛知県児童福祉審議会は、業界に対して3回にわたり製造自粛を勧告した。さらに1965年（昭和40年）7月14日、通商産業省は愛知県工業課に対して、さらに県は関係業者に対して2B弾の製造中止命令を発出、このことにより製造は打ち切られた。
その後継として「NAクラッカー」というマッチやライターなどで先端をあぶって点火する様式に改められたが、これも次第に廃れていった。
現在では、煙花火の内に擦って点火する様式がある一方、一定時間煙を吹いた後に破裂するものでは、導火線への点火式のものが見られる。